# Заручник (телесеріал)
«Заручник» (англ. Hostage) — майбутній британський політичний трилер-мінісеріал, головні ролі в якому виконують Жулі Дельпі (президентка Франції) та Сюран Джонс (прем’єр-міністерка Великої Британії). Прем’єра відбудеться на Netflix 21 серпня 2025 року.

## Сюжет
Під час міжнародного саміту між Францією та Великою Британією ситуація виходить з-під контролю: чоловіка британської прем’єрки викрадають, а французьку президентку шантажують.

## Акторський склад
- Жулі Дельпі — Вів'єн Туссен
- Сюран Джонс — Ебіґейл Далтон
- Корі Мілкріст — Матео Льюїс
- Лучіан Мсаматі — Кофі Адомако
- Ешлі Томас — д-р Алекс Андерсон
- Джеймс Космо — Макс
- Дженні Бет — Адрієнна Пеллетьє

## Виробництво
Автором серіалу виступив Метт Чарман. Виробництвом займаються Netflix спільно з Binocular Productions. Про участь Жулі Дельпі та Сюран Джонс було оголошено в березні 2024 року. До акторського складу також увійшли Корі Мілкріст, Лушан Мсаматі, Ешлі Томас, Джеймс Космо та Женні Бет. Фільмування розпочались у березні 2024 року під робочою назвою The Choice — їх проводили у Великій Британії та на острові Ла-Пальма (Канари). У січні 2025 року офіційною назвою серіалу було підтверджено «Заручник».

## Вихід
Мінісеріал складатиметься з п’яти епізодів і вийде на Netflix 21 серпня 2025 року.